# Parigi-Roubaix 1994
La Parigi-Roubaix 1994, novantaduesima edizione della corsa e valida come terzo evento della Coppa del mondo di ciclismo su strada 1994, fu disputata il 10 aprile 1994, per un percorso totale di 270 km. Fu vinta dall'ucraino Andrei Tchmil, giunto al traguardo con il tempo di 7h28'02" alla media di 36,158 km/h.
Presero il via da Compiègne 191 ciclisti, 48 di essi portarono a termine la gara.

## Ordine d'arrivo (Top 10)
| Pos. | Corridore               | Squadra       | Tempo   |
| ---- | ----------------------- | ------------- | ------- |
| 1    | Andrei Tchmil           | Lotto-Caloi   | 7h28'02 |
| 2    | Fabio Baldato           | GB-MG Maglif. | a 1'13" |
| 3    | Franco Ballerini        | Mapei-CLAS    | s.t.    |
| 4    | Olaf Ludwig             | Telekom       | a 1'26" |
| 5    | Sean Yates              | Motorola      | s.t.    |
| 6    | Johan Capiot            | TVM-Bison Kit | s.t.    |
| 7    | Gilbert Duclos-Lassalle | Gan           | s.t.    |
| 8    | Ludwig Willems          | GB-MG Maglif. | a 1'31" |
| 9    | Frankie Andreu          | Motorola      | s.t.    |
| 10   | Nico Verhoeven          | Novemail      | s.t.    |